# Alan Ruiz
Alan Nahuel Ruiz (La Plata, 19 augustus 1993) is een Argentijns voetballer die bij voorkeur als aanvaller speelt. Hij tekende in 2016 bij Sporting CP.

## Clubcarrière
Ruiz is afkomstig uit de jeugd van Gimnasia La Plata. In 2012 trok hij naar San Lorenzo, dat hem verhuurde aan het Braziliaanse Grêmio en aan CA Colón. In 2016 tekende hij een vierjarig contract bij Sporting CP, dat 5,3 miljoen betaalde voor de aanvaller. Op 13 augustus 2016 debuteerde Ruiz in de Primeira Liga tegen CS Marítimo.